# Francesco Gandolfi
Francesco Gandolfi (Chiavari, 8 luglio 1824 – Genova, 31 agosto 1873) è stato un pittore italiano.

## Biografia
Nato a Genova nel 1824, allievo di Francesco Baratta e Giovanni Fontana all'Accademia Ligustica di Belle Arti dove studiò pittura fino al 1840. Dopo un'esperienza a Firenze, si recò a Roma dove partecipò ai moti risorgimentali per la sponda pontificia. Tornato a Genova nel 1849, iniziò la sua produzione di opere storico-letterarie, religiose e ritratti.

## Opere
- Gli amorosi liguri, 1853
- Amore, 1854
- Olindo e Sofronia, 1855
- A. Chigi presenta la Fornarina a Raffaello, Colombo prende possesso della terra scoperta, 1862
- L'incisore Raffaello Granara, 1850-1860
- Lo scultore Canale
- Il pittore Giuseppe Frascari, 1863
- Giovanni Ruffini, 1863
- Lo studioso, 1869
- Congedo di innamorati
- Colombo e i reali di Spagna, 1862
- Storie di San Nicola